# 我孫子 (大阪市)

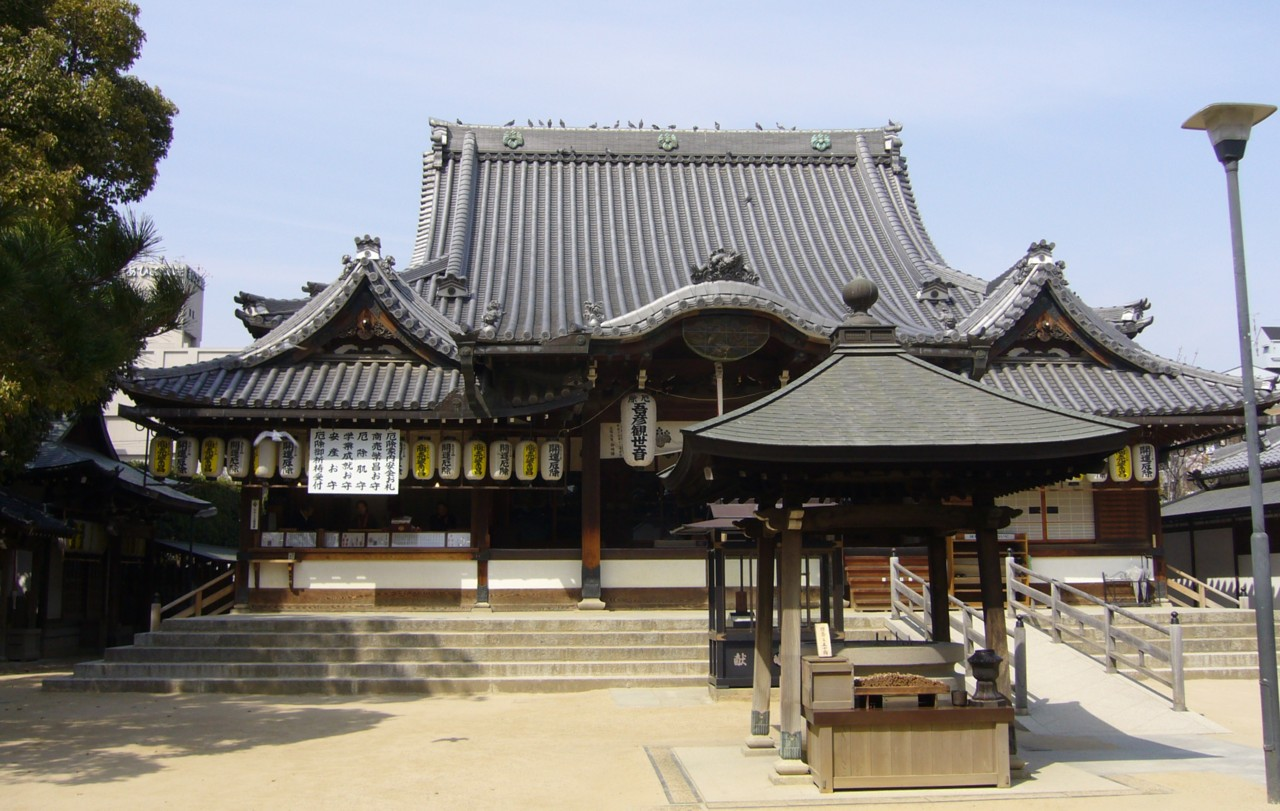
あびこ観音

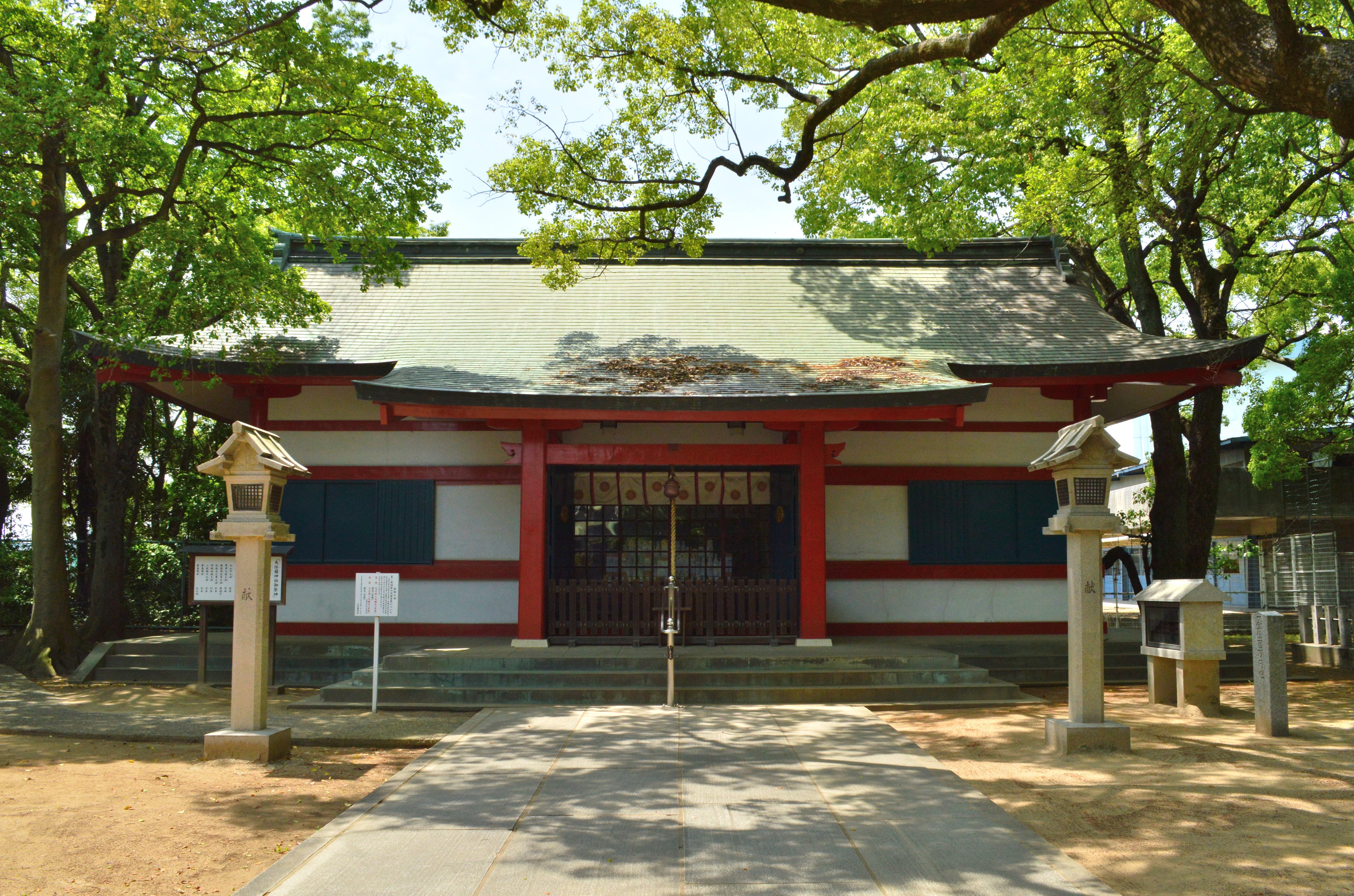
大依羅神社

我孫子（あびこ）は、大阪市住吉区南東部の地名である。
本項では同地域にかつて所在した住吉郡・東成郡依羅村（よさみむら）についても述べる。

## 概要
我孫子を称する公称地名としては、住居表示実施に伴って成立した住吉区我孫子・我孫子西・我孫子東があるが、一般的には前述の町名のみならず、現行町名としては苅田・庭井・杉本・浅香・山之内・山之内元町となっている周辺地域（大阪市編入前の旧東成郡依羅村（よさみむら）の地域。ただし、旧村の範囲と現行の町域には若干の範囲の違いがある）も含めた広域の汎称地名である。本項では公称地名の我孫子に加えて、旧依羅村の地域についても記述する。
地域はほぼ全域が住宅地となっている。鉄道の便としては、南北には阪和線・地下鉄御堂筋線が通り、天王寺方面と堺市方面を結んでいる。地域内には阪和線我孫子町駅・杉本町駅、地下鉄御堂筋線あびこ駅が設置されている。また場所によっては、阪和線・御堂筋線長居駅や南海高野線我孫子前駅が徒歩圏内となる場合もある。
幹線道路としてはあびこ筋（大阪府道28号大阪高石線）が南北を通り、また大阪府道42号・179号住吉八尾線が東西方向を通る。あびこ筋・府道42号は地下鉄あびこ南交差点で交わる。
西側は遠里小野、北側は長居、東側は東住吉区公園南矢田、南側は大和川を挟んで堺市北区および松原市天美とそれぞれ接している。
地域にある施設等の名称は、しばしば「あびこ」とひらがな書きされる。ただしOsaka Metro（大阪メトロ）あびこ駅については、旅客案内の上ではひらがなの「あびこ」表記だが、正式名称は漢字の「我孫子」である。

## 地名の由来
我孫子の地名、および一帯の旧地名・依羅（よさみ）は、古代にこの地に居住していた豪族、依羅吾彦（よさみのあびこ）に由来するといわれる。日本書紀（仲哀9年9月10日条）では神功皇后が三韓親征の際、神の教えを祀るため依羅吾彦族のオタルミを神主にしたとある。異説としては、依羅は「寄網（よせあみ）」、吾彦は「網曳子（あみひこ）」が変化したものだともいわれ、一帯は古代には大阪湾に面した環境で、人々は当時漁業や狩猟の生活を行っていたことが窺われる。
また旧依羅村に属していた各地域の地名の由来は、以下の通りとなっている（五十音順）。
- 浅香（あさか） - この地を開発した浅香善右衛門宗胤の名前に由来する。
- 苅田（かりた） - 戦国時代に争奪目標の目印として草刈りが行われた場所だったことに由来する。かつては「かつた」と呼ばれたとされるが、現在は「かりた」と呼ばれる。
- 杉本（すぎもと） - 藤原定家の古歌に由来するという説がある[1]。
- 庭井（にわい） - 大依羅神社の境内にあった井戸が「庭井の清水」の別称で呼ばれたことに由来する。
- 山之内（やまのうち） - 南北朝時代にこの地にあった荘園の名称に由来している。

## 歴史

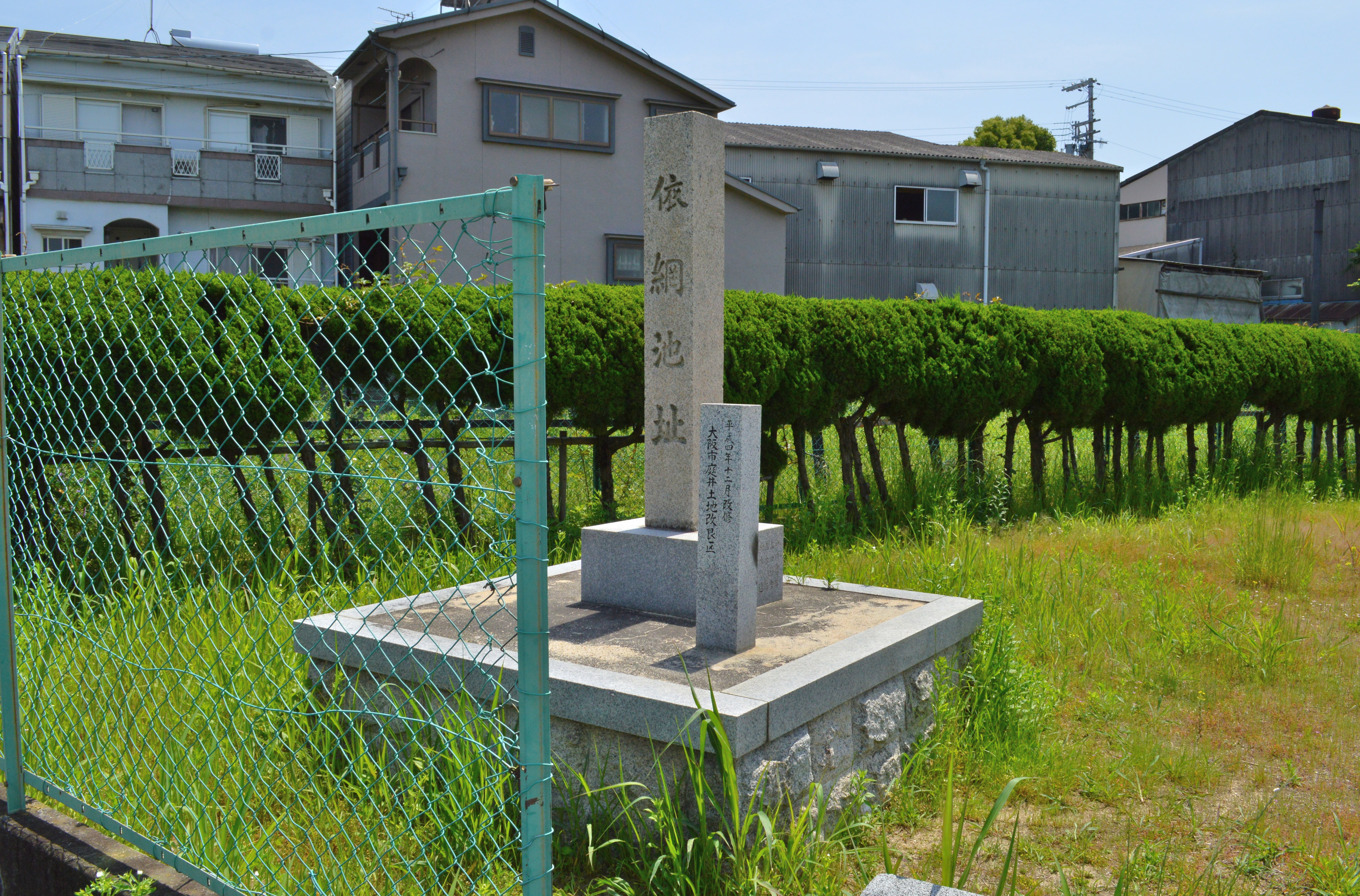
依網池跡碑

古墳時代にこの地に依網池（よさみいけ）が造成された。依網池はため池として、後世まで周辺地域の水の供給に使用された。また同時期に我孫子には依網屯倉が設置された。依網屯倉は我孫子地区のみならず、現在の堺市北区から松原市にかけての地域にも広がっていたと推定される。
中世には鋳物師集団がこの地に居住していたと考えられる。1451年の記録文書として、苅田村・我孫子村ほか摂津国住吉郡五箇荘の鋳物師代表が、京都に上納する役銭を定めたという内容のものが残っている。この地に居住していた鋳物師集団は、地理的にも比較的近い地域にある河内国丹南郡を拠点にしていた河内鋳物師（丹南鋳物師）とも関連があると推定されている。
戦国時代には戦乱の舞台となり、我孫子にも陣（我孫子城：現在の我孫子観音周辺）が置かれた。
江戸時代には地域に我孫子村・山之内村・杉本村・庭井村・苅田村が成立した。一帯は農村となっていたが、1704年の大和川の付け替えにより、地域を横断する形で新大和川が開削された。そのため関係の村では耕地が大きく減少した。また従来の依網池の大半が新大和川の河川敷に転用されて面積が3分の1に縮小したことに加えて、地域では従来狭山池からの水も利用していたが新大和川で供給路が分断されたために不可能になったことなどで、水事情が大きく悪化した。一方で、大和川の開削によって荒れ地になった土地を再開発し、杉本村から分かれて杉本新田が成立した。
明治時代には、町村制の施行に伴い、我孫子村・山之内村・杉本村・杉本新田・庭井村・苅田村・寺岡村・前堀村・堀村が合併して、住吉郡依羅村が1889年に成立した。合併以前の旧村の名称はそのまま依羅村の大字となった。その後1894年には依羅村から大字寺岡・大字前堀・大字堀（旧寺岡村・前堀村・堀村）が分離し、長居村（現：長居地区）が成立している。
1925年4月1日付で実施された大阪市の第二次市域拡張により依羅村は大阪市に編入され、旧村全域が住吉区に属した。依羅村では「農村の風景が失われる」などとして大阪市編入反対運動が起こったが、国や大阪市が編入方針を強く打ち出したため、結果的に編入されることになった。
大阪市編入直後には、旧依羅村の地域では原則として旧大字が住吉区の町名として継承された。依羅村大字我孫子は住吉区我孫子町、大字庭井は庭井町、大字山之内は山之内、大字杉本は杉本町、大字苅田は苅田町となった。ただし大字杉本新田については、大阪市編入の際に住吉区浅香町へと改称された。
1944年には町名の一部変更により、我孫子西・我孫子東・山之内元町の町名が設定された。我孫子西は従来の我孫子町・殿辻町・沢ノ町・西長居町のそれぞれ一部で設定し、我孫子東は従来の我孫子町と杉本町のそれぞれ一部で設定した。また山之内元町は従来の山之内町の一部と杉本町の一部を再編して設定している。
その後も地域内および隣接地域との間で町境界の変更が複数回実施されたのち、1981年2月2日付で住吉区全域の住居表示が実施され、現行の町名へと再編されている。住居表示実施後は従来の「○○町」から「町」の文字を省いた同じ町名が継承されているものの、町界の変更が行われ、一部の地域については従前所属していた町から他の町へ編入されている。
一帯は第二次世界大戦終戦直後までは農村地帯だったが、1950年代以降宅地化が進んだ。古代に造成され、農業用ため池としての役割を終えた依網池は1968年に埋め立てられ、大阪府立阪南高等学校のグラウンド拡張用地となった。

### 年表
- 1886年（明治19年） - 現在の依羅小学校が開校。
- 1889年（明治22年）4月1日 - 町村制の施行により、住吉郡依羅村が発足。
- 1894年（明治27年）10月15日 - 依羅村の一部（大字寺岡・前堀・堀）が分立して長居村が発足。
- 1896年（明治29年）4月1日 - 郡制の施行により、所属郡が東成郡に変更。
- 1925年（大正14年）4月1日 - 依羅村が大阪市に編入。住吉区の一部となる。
- 1929年（昭和4年）7月18日 - 阪和電気鉄道（現：阪和線）の杉本町駅が開業。
- 1930年（昭和5年）1月1日 - 阪和電気鉄道・我孫子観音前仮停留場（現在の阪和線我孫子町駅）が開業。
- 1933年（昭和8年） - 大阪商科大学（現：大阪市立大学）が杉本町校舎に移転。
- 1945年（昭和20年）10月 - 大阪商科大学校舎が進駐軍に接収される。
- 1947年（昭和22年）4月1日 - 大阪市立住吉第四中学校（現：大阪市立我孫子中学校）が開校。
- 1959年（昭和34年）4月1日 - 大阪府立阪南高等学校が開校。
- 1960年（昭和35年）
  - 4月1日 - 大阪市立苅田小学校が開校。
  - 7月1日 - 大阪市営地下鉄1号線（現：Osaka Metro御堂筋線）我孫子駅が開業。
  - 7月20日 - 大阪市交通局我孫子検車場を開設。
- 1961年（昭和36年）6月1日 - 苅田町4丁目にあった毎日放送苅田ラジオ送信所が、泉北郡高石町（現：高石市）の高石送信所へ移転。
- 1963年（昭和38年）4月1日 - 大阪府立大和川高等学校が開校（毎日放送ラジオ送信所跡に設置）。
- 1968年（昭和43年） - 依網池を埋め立て、大阪府立阪南高等学校グラウンド拡張用地とする。
- 1973年（昭和48年）4月1日 - 大阪市立東我孫子中学校が開校。
- 1974年（昭和49年）4月1日 - 大阪市立苅田南小学校・大阪市立苅田北小学校の2小学校が開校。
- 1981年（昭和56年） - 住吉区全域で住居表示を実施。現在の町名になる。
- 1987年（昭和62年）4月18日 - 地下鉄御堂筋線がなかもずまで延伸。大阪市交通局我孫子検車場を廃止。
- 1995年（平成7年）4月1日 - 大阪市立我孫子南中学校が開校。

## 町名の我孫子
現行行政地名は我孫子一丁目から我孫子五丁目。

### 世帯数と人口
2024年（令和6年）9月30日現在の世帯数と人口は以下の通りである。
| 丁目         | 世帯数    | 人口    |
| ------------ | --------- | ------- |
| 我孫子一丁目 | 755世帯   | 1,147人 |
| 我孫子二丁目 | 930世帯   | 1,537人 |
| 我孫子三丁目 | 991世帯   | 1,465人 |
| 我孫子四丁目 | 570世帯   | 999人   |
| 我孫子五丁目 | 1,154世帯 | 1,788人 |
| 計           | 4,400世帯 | 6,936人 |

人口の変遷
国勢調査による人口の推移。
| 1995年（平成7年）  | 8,015人 | [ 11 ] |  |
| 2000年（平成12年） | 8,044人 | [ 12 ] |  |
| 2005年（平成17年） | 7,849人 | [ 13 ] |  |
| 2010年（平成22年） | 7,359人 | [ 14 ] |  |
| 2015年（平成27年） | 7,090人 | [ 15 ] |  |
| 2020年（令和2年）  | 7,149人 | [ 16 ] |  |

世帯数の変遷
国勢調査による世帯数の推移。
| 1995年（平成7年）  | 4,082世帯 | [ 11 ] |  |
| 2000年（平成12年） | 4,186世帯 | [ 12 ] |  |
| 2005年（平成17年） | 4,194世帯 | [ 13 ] |  |
| 2010年（平成22年） | 3,985世帯 | [ 14 ] |  |
| 2015年（平成27年） | 3,820世帯 | [ 15 ] |  |
| 2020年（令和2年）  | 4,154世帯 | [ 16 ] |  |

### 学区
市立小・中学校に通う場合、学区は以下の通りとなる。なお、小学校・中学校入学時に学校選択制度を導入しており、通学区域以外に住吉区の小学校・中学校から選択することも可能。
| 丁目         | 番   | 小学校               | 中学校                 |
| ------------ | ---- | -------------------- | ---------------------- |
| 我孫子一丁目 | 全域 | 大阪市立苅田北小学校 | 大阪市立我孫子中学校   |
| 我孫子二丁目 | 全域 | 大阪市立苅田小学校   | 大阪市立我孫子中学校   |
| 我孫子三丁目 | 全域 | 大阪市立依羅小学校   | 大阪市立我孫子南中学校 |
| 我孫子四丁目 | 全域 | 大阪市立依羅小学校   | 大阪市立我孫子南中学校 |
| 我孫子五丁目 | 全域 | 大阪市立依羅小学校   | 大阪市立我孫子南中学校 |

### 事業所
2021年（令和3年）現在の経済センサス調査による事業所数と従業員数は以下の通りである。
| 丁目         | 事業所数  | 従業員数 |
| ------------ | --------- | -------- |
| 我孫子一丁目 | 44事業所  | 389人    |
| 我孫子二丁目 | 41事業所  | 260人    |
| 我孫子三丁目 | 113事業所 | 849人    |
| 我孫子四丁目 | 58事業所  | 326人    |
| 我孫子五丁目 | 44事業所  | 379人    |
| 計           | 300事業所 | 2,203人  |

## 町名の我孫子東
現行行政地名は我孫子東一丁目から我孫子東三丁目。

### 世帯数と人口
2024年（令和6年）9月30日現在の世帯数と人口は以下の通りである。
| 丁目           | 世帯数    | 人口    |
| -------------- | --------- | ------- |
| 我孫子東一丁目 | 1,316世帯 | 2,262人 |
| 我孫子東二丁目 | 1,609世帯 | 2,411人 |
| 我孫子東三丁目 | 1,462世帯 | 2,432人 |
| 計             | 4,387世帯 | 7,105人 |

人口の変遷
国勢調査による人口の推移。
| 1995年（平成7年）  | 6,448人 | [ 11 ] |  |
| 2000年（平成12年） | 7,252人 | [ 12 ] |  |
| 2005年（平成17年） | 7,408人 | [ 13 ] |  |
| 2010年（平成22年） | 8,009人 | [ 14 ] |  |
| 2015年（平成27年） | 7,821人 | [ 15 ] |  |
| 2020年（令和2年）  | 7,400人 | [ 16 ] |  |

世帯数の変遷
国勢調査による世帯数の推移。
| 1995年（平成7年）  | 3,224世帯 | [ 11 ] |  |
| 2000年（平成12年） | 3,373世帯 | [ 12 ] |  |
| 2005年（平成17年） | 3,591世帯 | [ 13 ] |  |
| 2010年（平成22年） | 3,987世帯 | [ 14 ] |  |
| 2015年（平成27年） | 3,889世帯 | [ 15 ] |  |
| 2020年（令和2年）  | 4,116世帯 | [ 16 ] |  |

### 学区
市立小・中学校に通う場合、学区は以下の通りとなる。なお、小学校・中学校入学時に学校選択制度を導入しており、通学区域以外に住吉区の小学校・中学校から選択することも可能。
| 丁目           | 番      | 小学校               | 中学校                 |
| -------------- | ------- | -------------------- | ---------------------- |
| 我孫子東一丁目 | 1〜7番  | 大阪市立苅田北小学校 | 大阪市立我孫子中学校   |
| 我孫子東一丁目 | 8〜13番 | 大阪市立苅田小学校   | 大阪市立我孫子中学校   |
| 我孫子東二丁目 | 全域    | 大阪市立依羅小学校   | 大阪市立我孫子南中学校 |
| 我孫子東三丁目 | 全域    | 大阪市立依羅小学校   | 大阪市立我孫子南中学校 |

### 事業所
2021年（令和3年）現在の経済センサス調査による事業所数と従業員数は以下の通りである。
| 丁目           | 事業所数  | 従業員数 |
| -------------- | --------- | -------- |
| 我孫子東一丁目 | 34事業所  | 870人    |
| 我孫子東二丁目 | 117事業所 | 1,246人  |
| 我孫子東三丁目 | 65事業所  | 585人    |
| 計             | 216事業所 | 2,701人  |

## 町名の我孫子西
現行行政地名は我孫子西一丁目および我孫子西二丁目。

### 世帯数と人口
2024年（令和6年）9月30日現在の世帯数と人口は以下の通りである。
| 丁目           | 世帯数    | 人口    |
| -------------- | --------- | ------- |
| 我孫子西一丁目 | 762世帯   | 1,389人 |
| 我孫子西二丁目 | 574世帯   | 893人   |
| 計             | 1,336世帯 | 2,282人 |

人口の変遷
国勢調査による人口の推移。
| 1995年（平成7年）  | 2,703人 | [ 11 ] |  |
| 2000年（平成12年） | 2,685人 | [ 12 ] |  |
| 2005年（平成17年） | 2,788人 | [ 13 ] |  |
| 2010年（平成22年） | 2,800人 | [ 14 ] |  |
| 2015年（平成27年） | 2,686人 | [ 15 ] |  |
| 2020年（令和2年）  | 2,392人 | [ 16 ] |  |

世帯数の変遷
国勢調査による世帯数の推移。
| 1995年（平成7年）  | 1,136世帯 | [ 11 ] |  |
| 2000年（平成12年） | 1,153世帯 | [ 12 ] |  |
| 2005年（平成17年） | 1,161世帯 | [ 13 ] |  |
| 2010年（平成22年） | 1,191世帯 | [ 14 ] |  |
| 2015年（平成27年） | 1,198世帯 | [ 15 ] |  |
| 2020年（令和2年）  | 1,184世帯 | [ 16 ] |  |

### 学区
市立小・中学校に通う場合、学区は以下の通りとなる。なお、小学校・中学校入学時に学校選択制度を導入しており、通学区域以外に住吉区の小学校・中学校から選択することも可能。
| 丁目           | 番   | 小学校             | 中学校             |
| -------------- | ---- | ------------------ | ------------------ |
| 我孫子西一丁目 | 全域 | 大阪市立大空小学校 | 大阪市立三稜中学校 |
| 我孫子西二丁目 | 全域 | 大阪市立大空小学校 | 大阪市立三稜中学校 |

### 事業所
2021年（令和3年）現在の経済センサス調査による事業所数と従業員数は以下の通りである。
| 丁目           | 事業所数 | 従業員数 |
| -------------- | -------- | -------- |
| 我孫子西一丁目 | 30事業所 | 301人    |
| 我孫子西二丁目 | 59事業所 | 620人    |
| 計             | 89事業所 | 921人    |

## 教育
地域内には大阪市立大学が杉本に設置されている。旧制大阪商科大学時代の1933年に天王寺区烏ヶ辻から当地に移転した。太平洋戦争の終戦直後には学舎が進駐軍に接収され、市内各地の仮校舎への移転を余儀なくされたが、1950年代に返還され元の学舎に復帰している。
苅田に大阪府教育センターがあり、教科指導や生徒指導など学校教育に関する研究や、府立学校などの教職員への研修などを実施している。
高等学校は大阪府立阪南高等学校（1959年創立）および大阪府教育センター附属高等学校（大阪府立大和川高等学校として1963年創立）の2校。いずれも戦後の高校生急増期を背景に全日制普通科高校として新設された。大和川高校は2011年度新入生より学年進行で大阪府教育センター附属高等学校へ改編され、大阪府教育センターでの研究をふまえた教育活動を実施することになっている。
中学校は地域内に大阪市立我孫子中学校（我孫子東1丁目）、大阪市立東我孫子中学校（苅田1丁目）、大阪市立我孫子南中学校（浅香1丁目）の3校。なお阪和線西側の地域については大阪市立三稜中学校の校区となる。1947年の学制改革に伴い我孫子中学校が設置された。その後宅地化に伴う同校の過密化により1967年に我孫子中学校分校が設置され、分校は1973年に東我孫子中学校として独立した。さらに地域全体で中学校が過密化傾向となったため、我孫子・東我孫子の両中学校の校区を再編する形で、1995年に大阪市立我孫子南中学校が開校した。我孫子南中学校敷地は、大阪市交通局我孫子検車場跡の一角を転用している。
小学校は大阪市立依羅小学校（我孫子4丁目）、大阪市立苅田小学校（苅田3丁目）、大阪市立苅田北小学校（苅田1丁目）、大阪市立苅田南小学校（苅田10丁目）および大阪市立南住吉大空小学校（現：大阪市立大空小学校）（我孫子西1丁目）の5校。明治初期に現在の依羅小学校が設置され、その後1950年代以降の宅地化により、1958年に依羅小学校校区のうち阪和線以西を新設の大阪市立南住吉小学校の校区へ分離し、また1960年には依羅小学校より苅田小学校が分離した。さらに1974年には、苅田小学校より苅田北・苅田南の2小学校が独立開校している。阪和線西側では南住吉小学校の過密化により、2005年に南住吉小学校より分離する形で南住吉大空小学校（現：大空小学校）が設置された。
その他地域には、関西医療学園専門学校やよさみ幼稚園といった教育機関が設置されている。

## 交通

### 鉄道
- JR西日本阪和線：我孫子町駅 - 杉本町駅
- Osaka Metro御堂筋線：我孫子駅

### バス
2020年4月現在
我孫子・我孫子西・我孫子東の町域のみ
- 大阪シティバス[22]
  - 54A・54B・54D号系統：JRあびこ町駅 - 我孫子三丁目 - 地下鉄あびこ
  - 63号系統：南住吉三丁目 …… JRあびこ町駅 - 我孫子三丁目 - 地下鉄あびこ - あびこ大橋北詰
  - 65号系統：あびこ大橋北詰

### 道路
- 大阪府道28号大阪高石線（あびこ筋）
- 大阪府道42号・179号住吉八尾線

## 主要施設
交通・教育に関しては前述。
- 住吉我孫子郵便局
- あびこ病院
- あびこ観音
- 我孫子公園
- 住吉郵便局
- 阪和第二病院
- 住吉警察署 我孫子交番
- 住吉我孫子東郵便局
- 関西みらい銀行 住吉支店
- 関西みらい銀行 長居支店
- りそな銀行 我孫子支店
- イズミヤ あびこ店
- ライフ あびこ店
- 地下鉄あびこ中央商店街
- 住吉スポーツセンター
- 浅香中央公園
- 阪和記念病院
- 住吉消防署苅田出張所

## ギャラリー

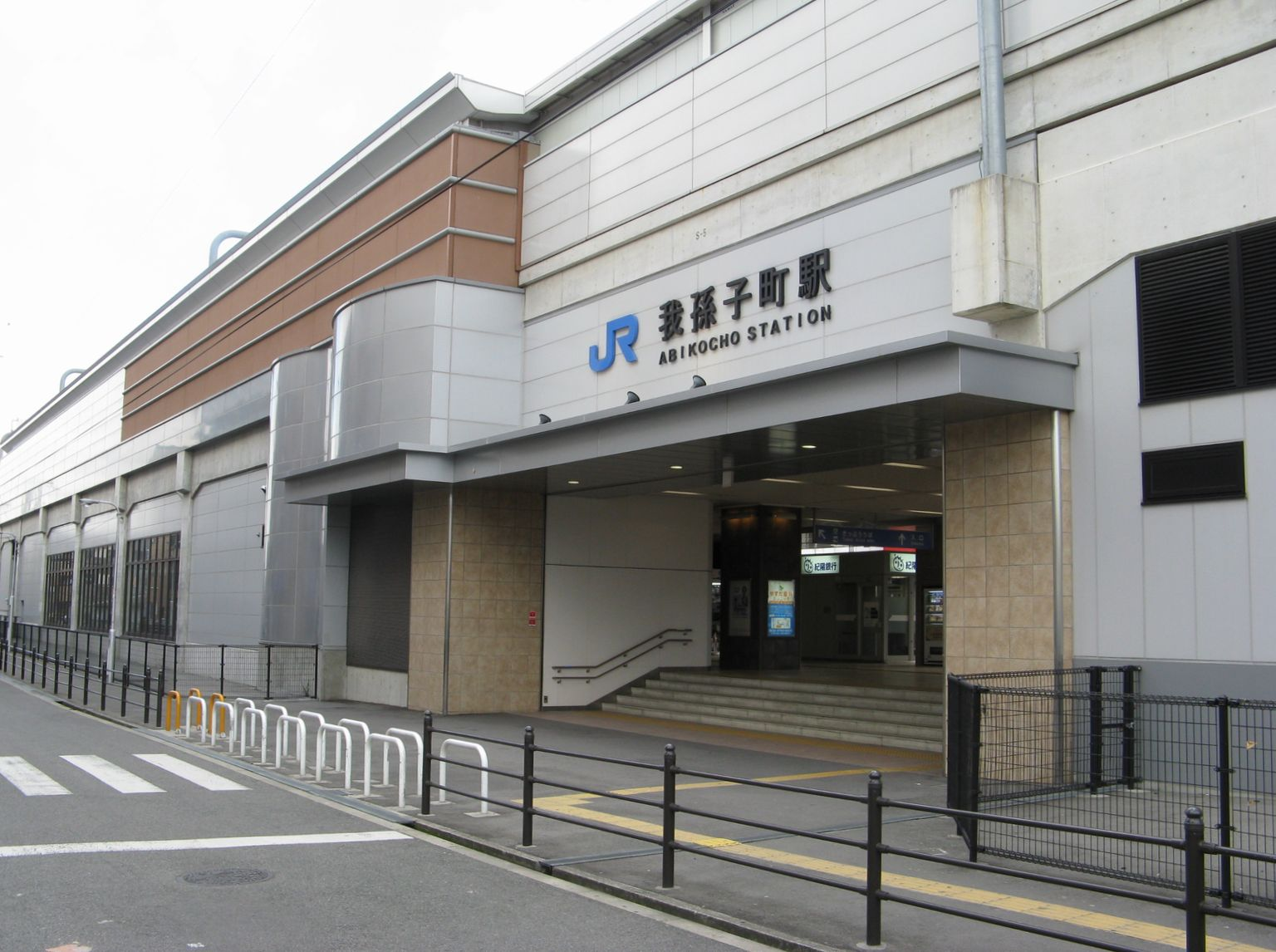
JR我孫子町駅
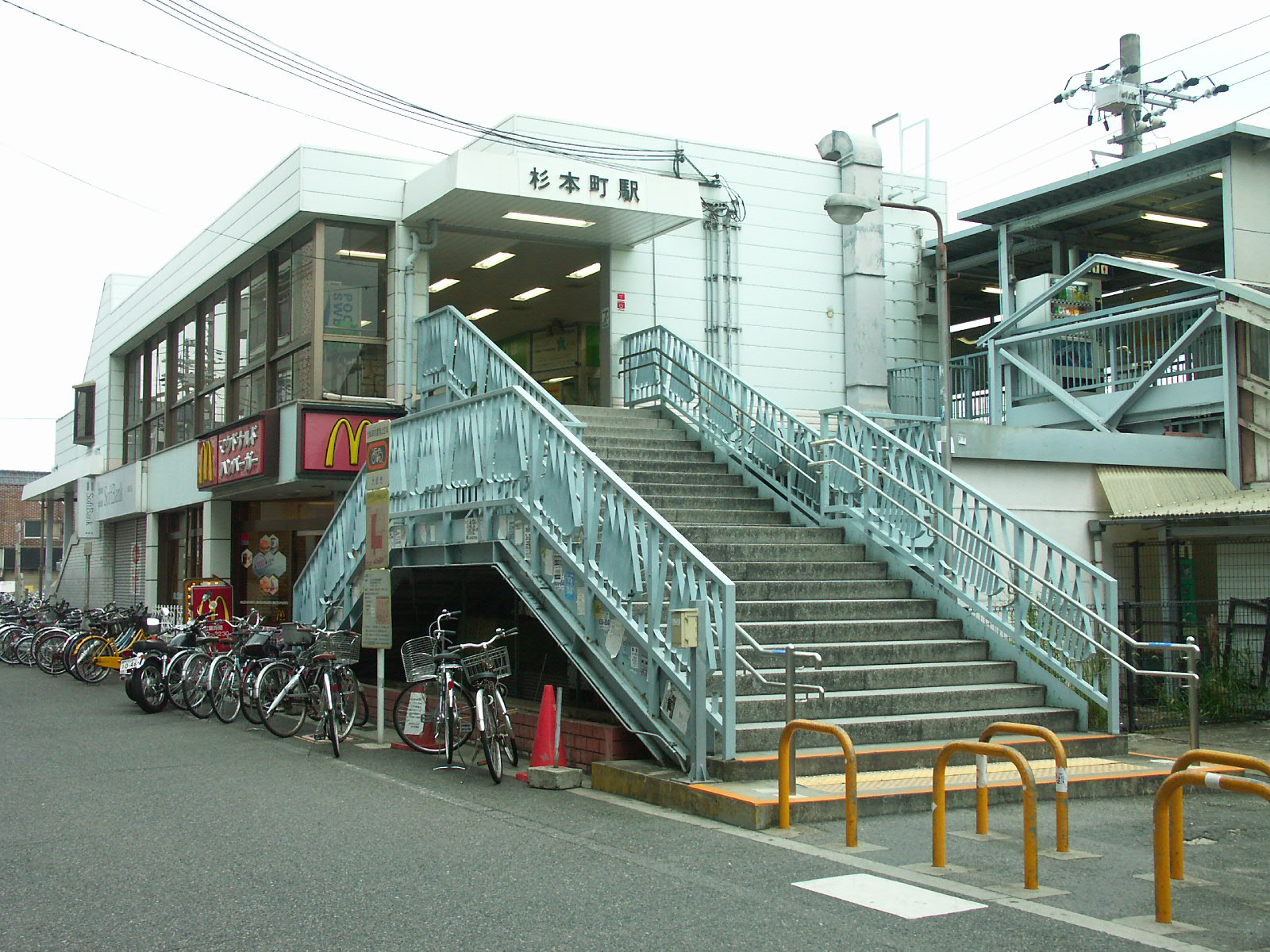
JR杉本町駅
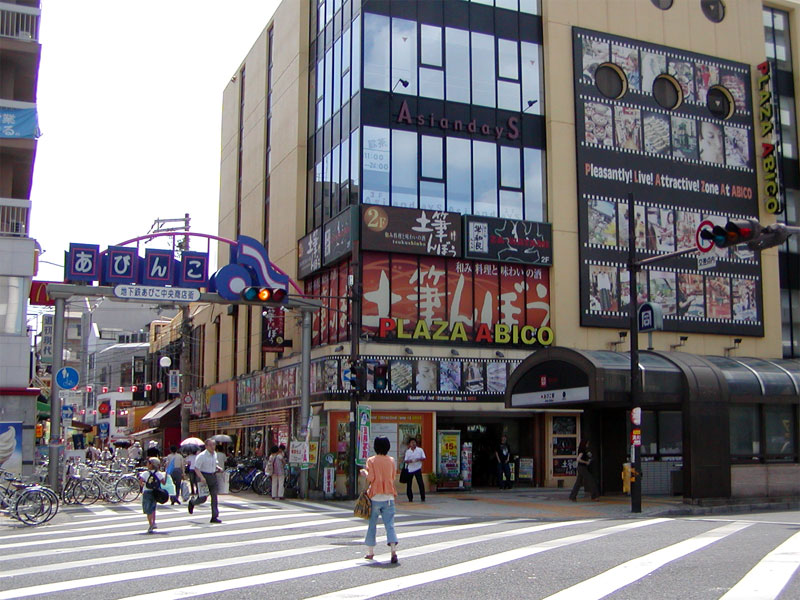
地下鉄あびこ駅前
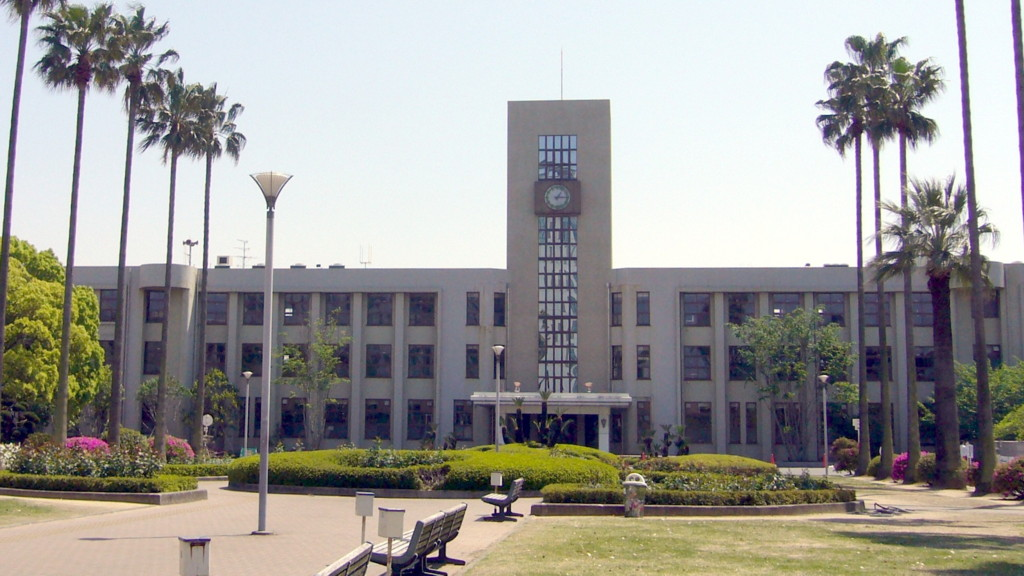
大阪市立大学
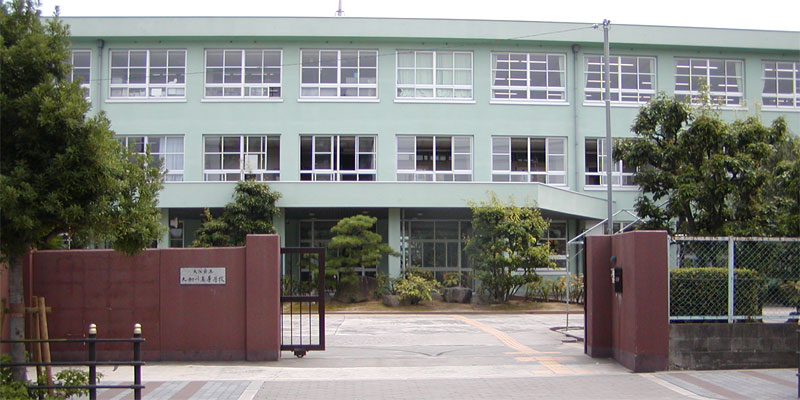
大阪府立大和川高等学校
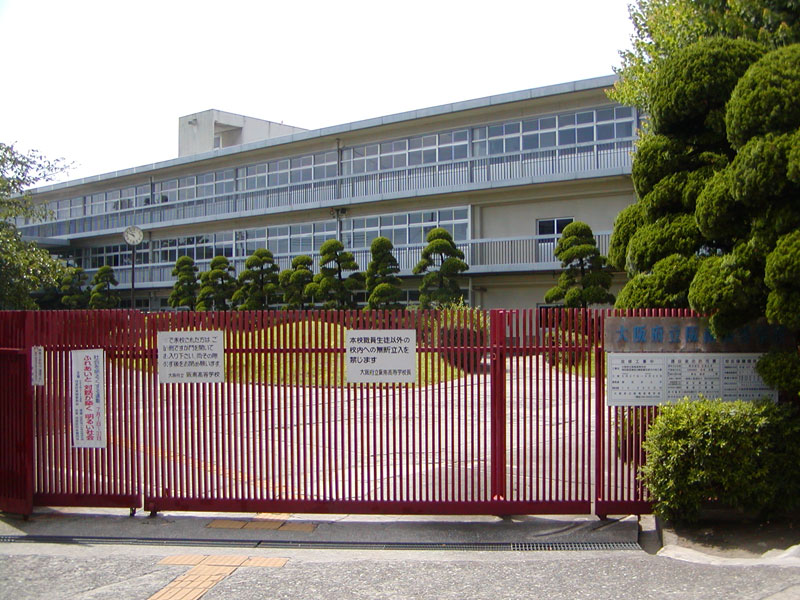
大阪府立阪南高等学校

## その他

### 日本郵便
- 集配担当する郵便局と郵便番号は以下の通りである[23]。

| 町丁     | 郵便番号 | 郵便局     |
| -------- | -------- | ---------- |
| 我孫子   | 558-0014 | 住吉郵便局 |
| 我孫子東 | 558-0013 | 住吉郵便局 |
| 我孫子西 | 558-0015 | 住吉郵便局 |